# 抵抗组织
《抵抗组织》（常被稱為原版阿瓦隆）是一款需要玩家互相揣测对方身份的桌面游戏，由Indie Boards and Cards于2010年发行，背景设定为一个抵抗组织试图颠覆邪恶政府的统治，同时政府的卧底也试图剿灭该抵抗组织的故事。这个游戏的结构类似于《杀手》这样的聚会游戏——一小群互相知根知底的人，合力对抗一大群各自为战的人；人数较多的这群玩家，也要一个个揪出那些卧底并消灭他们。《抵抗组织》和其他类似的游戏结构有所不同，并没有玩家出局的设定，借此尽可能给玩家提供更多的信息，以便让玩家作出相应的决定。此外，游戏還有《抵抗组织：阿瓦隆》这一衍生版本。

## 游戏规则
在游戏的一开始，会有大约三分之一（向上取整）的玩家被随机选中成为政府的卧底。这些卧底玩家悄悄渗入到由剩余玩家组成的抵抗组织中。卧底玩家互相知道有哪些玩家是卧底；然而，抵抗组织对于谁是自己人、谁是政府派来的卧底，却并不知情——抵抗组织只知道混进组织的政府卧底人数。游戏会进行好几回合。每一回合中都有一名玩家（不论哪个阵营）成为任务首领（Mission Leader）。在所有游戏开始前，第一轮担任任务首领的玩家会叫全体玩家闭眼，然后卧底睁眼并互相确认身份，然后再闭眼，最后全员再度睁眼，然后游戏开始。除非游戏中使用了“情节牌”，否则玩家之间互相不得交流。
| 玩家数量 | 5 | 6 | 7 | 8 | 9 | 10 |
| -------- | - | - | - | - | - | -- |
| 抵抗组织 | 3 | 4 | 4 | 5 | 6 | 6  |
| 政府卧底 | 2 | 2 | 3 | 3 | 3 | 4  |

### 游戏回合
在每一回合的游戏中，坐在前一轮任务首领左侧的玩家自动成为新一任任务首领。从任务1开始，任务首领会选出一定数量（依照人数变化，见下表）的玩家“出任务”（任务首领可以派自己出任务）。在首领选完需要出任务的玩家后，全体玩家开始讨论这位首领选出的玩家是不是适合出任务，并同时举手作出表决。如果一半及以上的玩家否决了本回合首领任命的人选，那么任务首领位置自动顺位传给下一位担任任务首领的玩家，然后再选人、表决。这一过程会一直重复，直到投票表决中多数人都认可任务首领的任务人选为止。如果连续五次任务人选都被否决，那么政府卧底自动赢得本次游戏的胜利。
| 玩家数量 | 5 | 6 | 7  | 8 - 10 |
| -------- | - | - | -- | ------ |
| 任务1    | 2 | 2 | 2  | 3      |
| 任务2    | 3 | 3 | 3  | 4      |
| 任务3    | 2 | 4 | 3  | 4      |
| 任务4    | 3 | 3 | 4* | 5*     |
| 任务5    | 3 | 4 | 4  | 5      |

标有星号（*）的任务需要两张失败卡才能使得任务失败。
当出任务的人选被确定下来之后，玩家会“出任务”。每一位出任务的玩家都会得到两张任务牌——一张代表任务成功，另一张代表任务失败。抵抗组织的成员必须交回任务成功的卡片，卡片正面朝下。这代表抵抗组织的成员出任务一定会让成功。与此相反，属于政府卧底阵营的玩家可以从任务成功、任务失败中选择一张卡片交回，代表坏人既可让任务失败，也可让任务成功。随后，打乱卡片顺序并清点卡片。如果全部卡片都是“任务成功”，那么抵抗组织才會得一分；反之，只要有一个政府卧底让任务失败（也可能有兩個或以上），那么说明政府卧底破坏了这次任务，得一分（除了上表中任务4的几次特殊情况。在这些特殊情况下，需要兩張或以上“任务失败”卡才会让政府卧底得分）。
游戏采用五局三胜制。哪一阵营先得到3分，哪一阵营就胜出。

### 《抵抗组织：阿瓦隆》版本

#### 介紹
2011年11月16日(2012)，《抵抗组织》出了名为《抵抗组织：阿瓦隆》（簡稱《阿瓦隆》，英文：The Resistance: Avalon）的版本。《阿瓦隆》以亞瑟王傳說為背景，政府卧底和抵抗军被换成了圆桌骑士（正義阵营）对抗莫德雷德和其部下（邪惡阵营）的故事。

#### 與原版的異同
游戏规则和《抵抗組織》原版以及其他作品相比较而言变化较大——该作添加了眾多擁有特殊能力的角色（類似於狼人遊戲裡面的“有身份村民”，但同時也有“有身份狼人”），可以知道某些特定的角色是誰，來代替“情節牌”，遊戲圍繞梅林（正義陣營頭目，有特殊能力）展開，梅林知道邪惡陣營的玩家都是誰（有例外，見下），需要隱藏自己身份不被邪惡陣營發現的同時傳遞信息，引領正義陣營五局三勝贏得遊戲。原版《抵抗组织》在一開始會讓全体玩家闭眼，然后卧底睁眼并互相确认身份，之後遊戲開始，而《阿瓦隆》在邪惡陣營互相確認身份閉眼後，各特殊能力者依次睜開眼睛，被選定的角色（們）舉手（或者伸出大拇指，但不睜開眼睛）來告訴特殊能力者自己的身份，之後才開始遊戲。勝利條件也比《抵抗組織》多一層，如果邪惡陣營输掉游戏（正義陣營五局裡面勝出三局）的话，他们还有最后一线生机——猜测梅林是谁並且派出“刺客”刺殺他。如果邪惡阵营刺殺的玩家所扮演的角色確實是梅林的話，邪惡阵营就会反敗為勝。雖然如此，但《阿瓦隆》也有許多與原版《抵抗組織》相同的內容，比如遊玩人數（5-10人）、投票出任務的機制、勝利條件（五局三勝）以及每回合出任務的玩家數量等等。
以《阿瓦隆》的角度來說，原版《抵抗組織》沒有各種擁有特殊能力的角色，而是用“情節牌”來代替這個功能。

#### 勝利條件
正義陣營：五局三勝，並且保護梅林不被邪惡陣營發現。
邪惡陣營：五局三勝，或者找出梅林。

#### 角色
每個角色一局遊戲中只有一人（除正義陣營的忠臣；另外部分角色不一定上場），如下：
- 正義陣營（有能力者兩人，遊戲開始時互相不認識）：
  - 梅林（Merlin，來自大魔法師梅林）：特殊能力是知道邪惡阵营的玩家都有谁（除莫德雷德，見下），但不知道誰是誰。並且不能暴露自己的身份。
  - 派西維爾（Percival，來自亞瑟王傳說中圓桌騎士團的成員之一的珀西瓦里）：特殊能力是知道谁是梅林和莫甘娜（邪惡陣營頭目，假梅林），但不知道誰是誰。需要自己根據場上玩家的發言判斷誰是真梅林，為梅林傳遞信息給同伴并为梅林打掩护。
  - 亞瑟的忠臣（Loyal Servant of Arthur，簡稱“忠臣”）：根據遊戲人數的不同人數不同，但在1-4人之間。無任何特殊能力，類似於狼人遊戲的“平民”。
- 邪惡陣營（有能力者四人，遊戲開始時互相認識，除奧伯倫）：
  - 莫甘娜（Morgana，來自邪惡女巫摩根勒菲，幾人局皆出現）：特殊能力是假扮梅林，迷惑派西维尔，让派西维尔误以为她是梅林。
  - 莫德雷德（Mordred，來自背叛者莫德雷德，只在9和10人局出現）：邪惡陣營真正的頭目，特殊能力是梅林無法看到他，不知道玩家中誰是莫德雷德。
  - 奧伯倫（Oberon，來自歐洲民間傳說中的妖精之王奧伯隆，只在7和10人局出現）：游戏开始，邪惡陣營互相確認身份的时候，奧伯倫並不睜眼。也就是說邪惡陣營其他人并不知道誰是奧伯倫這個角色，奥伯龙也不清楚邪惡阵营里的其他人都是谁。梅林知道他屬於邪惡陣營（但不知道是奧伯倫）。
  - 刺客（Assassin，幾人局皆出現）：特殊能力是刺殺，正義陣營搶先五局三勝後，刺客可以宣佈行刺，所有邪惡陣營玩家的牌都會被亮出來，此時刺客需要猜測誰是梅林並且刺殺他，刺殺成功即邪惡方反敗為勝，否則正義方獲勝。
  - 莫德雷德的爪牙（Minion of Mordred，簡稱“爪牙”，只在8人局出現）：無特殊能力的角色，類似於狼人遊戲的“狼人”。和正義方的忠臣不同，爪牙人數最多也不會超過一人，並且知道邪惡陣營的其他人是誰（除奧伯倫）。

#### 上場角色
《阿瓦隆》根據遊戲人數的不同，並非所有角色都會上場，而有些角色不論幾人局都會上場。
無論幾人局都上場的角色有：
- 正義陣營（共三人）：
  - 梅林
  - 派西維爾
  - 一位忠臣
- 邪惡陣營（共兩人）：
  - 莫甘娜
  - 刺客

注：這也是五人局（最少人數局）的標準配置。
而正義陣營的額外3位忠臣、邪惡陣營的奧伯倫、爪牙和莫德雷德只在特定局上場。各局上場角色如下：
| 陣營   | 正義陣營 | 正義陣營 | 正義陣營 | 正義陣營 | 正義陣營 | 正義陣營 | 邪惡陣營 | 邪惡陣營 | 邪惡陣營 | 邪惡陣營 | 邪惡陣營 |
| 角色   | 梅林     | 派西維爾 | 忠臣1    | 忠臣2    | 忠臣3    | 忠臣4    | 莫甘娜   | 刺客     | 奧伯倫   | 爪牙     | 莫德雷德 |
| ------ | -------- | -------- | -------- | -------- | -------- | -------- | -------- | -------- | -------- | -------- | -------- |
| 5人局  | 是       | 是       | 是       |          |          |          | 是       | 是       |          |          |          |
| 6人局  | 是       | 是       | 是       | 是       |          |          | 是       | 是       |          |          |          |
| 7人局  | 是       | 是       | 是       | 是       |          |          | 是       | 是       | 是       |          |          |
| 8人局  | 是       | 是       | 是       | 是       | 是       |          | 是       | 是       |          | 是       |          |
| 9人局  | 是       | 是       | 是       | 是       | 是       | 是       | 是       | 是       |          |          | 是       |
| 10人局 | 是       | 是       | 是       | 是       | 是       | 是       | 是       | 是       | 是       |          | 是       |

#### 變體
- 刺殺討論：原本刺客準備刺殺前會亮出所有邪惡陣營玩家的牌，但無法互相討論。這個變體中，刺客刺殺前可以先和同夥討論誰是梅林，而不是自己單獨決定。另外一個變體是翻牌時把奧伯倫排除在外，也就是說奧伯倫也可以成為被刺殺的對象。也可以以上兩者相結合。
- 蘭斯洛特（Lancelot，來自圓桌騎士團的蘭斯洛特，亞瑟王的成功和最終的失敗都有一部分歸咎於他）：兩人，分為正義方蘭斯洛特和邪惡方蘭斯洛特，需要成對加入遊戲中，可替換遊戲中原本正義和邪惡陣營的角色各一人。從第三個任務到第五個任務，兩位蘭斯洛特的身份有可能會互換（通過抽取“陣營轉換牌”，每次有2/7的概率會互換），直到遊戲結束。
- 湖中仙女（Lady of the Lake，來自英格蘭神話中擁有神奇魔法的水中妖精）：不是上場角色，而是NPC，可以在特定場合查看某位玩家的身份，類似狼人遊戲中的預言家。

## 社会评价
BoardGameGeek为《抵抗组织》打分7.4分（满分10分），称其虽然受到殺手遊戲、米勒山谷狼人的启发，但在游戏核心机制上却有所不同。玩家投票做决策时得到的信息增多，同时也没有玩家在游戏中间“出局”，提升了玩家之间的互动。《抵抗组织》获得了2011年度日本桌游投票者选择奖（2011 Japan Boardgame Prize Voters' Selection）、2010年度金极客最佳纸上桌游奖（2010 Golden Geek Best Print & Play Board Game）、2010年度金极客最佳聚会桌游奖（2010 Golden Geek Best Party Board Game）这三项提名。
BoardGameGeek为《抵抗组织：阿瓦隆》打分7.7分（满分10分）。桌游爱乐事评价《抵抗组织：阿瓦隆》“非常考验团队合作、沟通和观察力”，称有公司将该游戏作为员工培训的材料，并为其打分9.3分（满分10分）。但与此同时，网站也批评该游戏的新手、老手差距过大。《抵抗组织：阿瓦隆》版本获得了2013年度的Guldbrikken特别裁判奖（Guldbrikken Special Jury Prize），并获得同年金极客最佳聚会桌游奖（Golden Geek Best Party Board Game）的提名。